# کلورتون، باکینگهام‌شر
کلورتون (به انگلیسی: Calverton) یک روستا و محله مدنی در بریتانیا است که در Milton Keynes واقع شده‌است. کلورتون ۱۹۷ نفر جمعیت دارد.